# Turin, Georgia
Turin är en ort i Coweta County i delstaten Georgia, USA.